# Чанади, Ференц
Ференц Чанади (венг. Csanádi Ferenc; 25 марта 1925, Пристержебет, Будапешт — 7 сентября 1985, Будапешт) — венгерский футболист и тренер.

## Биография
Будучи футболистом, выступал за вторую команду «Ференцвароша». Став тренером, Чанади работал на родине с юниорами. Также специалист успешно трудился на африканском континенте. В 1967 году он возглавил сборную Конго-Киншаса и через год привел ее к первой в истории победе в Кубке африканских наций, который проходил в Эфиопии.
После возвращения на родину, Чанади тренировал второй и основной состав «Ференцвароша».

## Достижения
- Обладатель Кубка африканских наций (1): 1968.
- Обладатель Кубка Венгрии (1): 1971/72.